# Kamal Chan-Magomiedow
Kamal Gadży-Kurbanowicz Chan-Magomiedow (ros. Камал Гаджи-Курбанович Хан-Магомедов, ur. 17 czerwca 1986) – rosyjski judoka.
Brązowy medalista mistrzostw świata w 2014; uczestnik zawodów w 2015. Startował w Pucharze Świata w latach 2009-2012 i 2015. Wicemistrz Europy w 2013; siódmy w 2017, a także zdobył srebrny medal w drużynie w 2014. Mistrz igrzysk europejskich w 2015. Mistrz Rosji w 2012; trzeci w 2009 roku.